# Ferrocarril de Mizuma
El Ferrocarril de Mizuma (水間鉄道, Mizuma Tetsudō), sovint abreujat com Suitetsu (水鉄), és una companyia de transport que opera una línia de ferrocarril i servei d'autobus a la ciutat de Kaizuka, al sud de la prefectura d'Osaka. La companyia només opera una línia de ferrocarril del mateix nom que te el seu traçat dins del terme municipal de la ciutat de Kaizuka.

## Història

### Cronologia
- 1924: El 17 d'abril es va establir la companyia del Ferrocarril de Mizuma.
- 1925: El 24 de desembre la línia homònima del ferrocarril comença la seua activitat.
- 1950: El 8 de desembre comença el servei d'autobusos de la companyia.
- 1990: A l'agost s'inaugura el servei de la línia Kumatori/Koga d'autobusos.
- 2003: L'1 de setembre la companyia és fa càrrec del negoci de lloguer d'autobusos.
- 2005: El 30 d'abril la corporació es declara en fallida davant la justícia d'Osaka.
- 2006: La línia Kumatori/Koga oberta el 1990 finalitza el seu servei l'1 de gener. El mateix any, el 6 d'abril la companyia passa a ser una subsidiària del grup Gourmet Kineya, mentres que el 16 de juny els jutjats d'Osaka determinen que el procés de rehabilitació i sanejament de la companyia ha finalitzat.
- 2007: A l'1 de febrer es reprén el servei d'autobusos de tipus charter.
- 2009: Comença l'ús de PiTaPa, una targeta automàtica per a l'ús dels busos i el tren.[2][3]
- 2013: El 23 de març amb l'ús comú de totes les targetes IC de mitjans de tranport del Japó, els serveis de Mizuma ja poden ser utilitzats amb targetes com la Suica o PASMO.
- 2015: El 27 d'agost de 2013 té lloc un accident de tren a la cruïlla de l'estació de Mitsumatsu per suposada negligència de la companyia, que haurà de presentar la documentació a la inspecció el 17 de desembre del 2015.[4]
- 2017: La companyia inicia la col·laboració amb els ferrocarrils Kōnan, de la prefectura d'Aomori.

## Línia Mizuma
| Estació Número | Imatge                     | Estació               | Japonès      | Distància (km)  | Distància (km) | Enllaç                        | Situació |
| Estació Número | Imatge                     | Estació               | Japonès      | Entre estacions | Total          | Enllaç                        | Situació |
| -------------- | -------------------------- | --------------------- | ------------ | --------------- | -------------- | ----------------------------- | -------- |
| 1              | Kaizuka                    | Kaizuka               | 貝塚         | 0,0             | 0,0            | Nankai Línia Principal (NK26) | Kaizuka  |
| 2              | Kaizuka front l'ajuntament | Kaizuka Shiyakushomae | 貝塚市役所前 | 0,8             | 0,8            |                               | Kaizuka  |
| 3              | Koginosato                 | Koginosato            | 近義の里     | NA              | 1,2            |                               | Kaizuka  |
| 4              | Ishizai                    | Ishizai               | 石才         | NA              | 2,0            |                               | Kaizuka  |
| 5              | Sechigo                    | Sechigo               | 清児         | NA              | 2,8            |                               | Kaizuka  |
| 6              | Nagose                     | Nagose                | 名越         | NA              | 3,2            |                               | Kaizuka  |
| 7              | Mori                       | Mori                  | 森           | NA              | 4,3            |                               | Kaizuka  |
| 8              | Mitsumatsu                 | Mitsumatsu            | 三ツ松       | NA              | 4,7            |                               | Kaizuka  |
| 9              | Mikeyamaguchi              | Mikeyamaguchi         | 三ヶ山口     | NA              | 5,1            |                               | Kaizuka  |
| 10             | Mizuma Kannon              | Mizuma Kannon         | 水間観音     | NA              | 5,5            | Mizuma Bus                    | Kaizuka  |

## Altres serveis

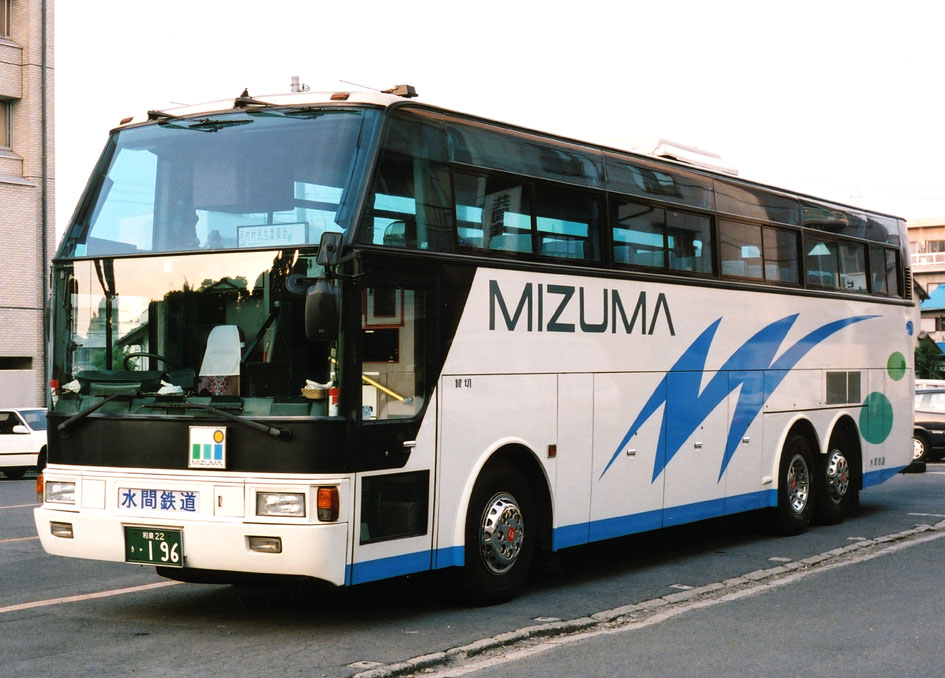
Bus dels Ferrocarrils Mizuma

A més del servei de ferrocarril de la línia Mizuma, la companyia també gestiona diverses línies d'autobusos, de curta distància a nivell prefectural i inclús els municipals de la ciutat de Kaizuka. El servei d'autobusos de la companyia va ser inaugurat el 8 de desembre de 1950. El 1990 l'empresa va obrir una línia cap al poble de Kumatori que va haver de ser tancada el 2006 quan la companyia es va declarar en fallida. No obstant això, el 2007, amb uns nous propietàris, es reprén el servei d'autobusos charter.
Actualment, es pot dir que el gruix dels negocis i els profits de la corporació venen del negoci del transport en autobus.